# محمد بن معيقل الاسلمي
محمد بن معيقل الأسلمي الشمري’’’’’ هو أمير بلدة شقراء وأحد فرسان قبيلة الأسلم من شمر، ومن أوائل الرجال الذين دخلوا في طاعة الدولة السعودية الأولى، وكان له دورٌ فعّال في دعم الدعوة السلفية ومساندة الإمام محمد بن سعود سياسيًا وعسكريًا. وُلد في منطقة شقراء بنجد في القرن الثاني عشر الهجري، وكان من وجهاء قومه وأصحاب الكلمة في إقليم الوشم .

## معاركه:
معركة توحيد الوشم حملة الجوف (1208 هـ) حملة الأحساء (1208 هـ) معركة خكيكرة

## حملتها وا حروبه
شارك محمد بن معيقل الأسلمي، أمير شقراء في منطقة نجد، وأحد وجهاء قبيلة شمر، في عدة معارك دعماً لـالدولة السعودية الأولى. كان من أوائل من بايع الإمام محمد بن سعود، وساهم في إخضاع الوشم خلال معركة توحيد الوشم، كما شارك في حملة الجوف (1208 هـ) وحملة الأحساء (1208 هـ). يُرجح دعمه أو مشاركة قواته في معركة خكيكرة لاحقًا.

## معركة الدفاع عن درعية 1233هـ
في سنة 1233 هـ، وقعت معركة الدفاع عن الدرعية بين قوات الدولة العثمانية بقيادة إبراهيم باشا، وبين أنصار الدولة السعودية الأولى في الدرعية، عاصمة الدولة في منطقة نجد.
كان لأبناء وأحفاد محمد بن معيقل الأسلمي، من قبيلة شمر، دورٌ في هذه المعركة، حيث استُشهد عبدالعزيز بن عبدالكريم بن معيقل خلال الدفاع عن الدرعية، ما يعكس استمرار ولاء الأسرة للدولة ومقاومتهم للاجتياح العثماني حتى آخر لحظة.

## وقفته مع محمد سعود
كان محمد بن معيقل الأسلمي، من قبيلة شمر، وأمير بلدة شقراء في منطقة الوشم وسط نجد، من أوائل من أعلنوا ولاءهم ومبايعتهم للإمام محمد بن سعود مؤسس الدولة السعودية الأولى.
وقفته كانت مبكّرة في تاريخ الدولة، حيث آمن بالدعوة السلفية التي جاء بها الشيخ محمد بن عبدالوهاب، وساندها سياسيًا وعسكريًا، وساهم في ضم بلدات الوشم إلى راية الدولة. ويُعد من أبرز الوجوه المحلية التي دعمت تأسيس الدولة من داخل نجد.

## امرأته لشقراء
تولّى محمد بن معيقل الأسلمي إمارة شقراء في منطقة الوشم الواقعة وسط نجد، خلال بدايات الدولة السعودية الأولى، وكان من أوائل من أعلنوا ولاءهم للإمام محمد بن سعود.
ينتمي إلى قبيلة شمر، وتحديدًا من فرع الأسلم، وكان له دور كبير في ترسيخ الحكم الجديد وتأمين بلدات الوشم سياسيًا وعسكريًا.
تولى حكم شقراء
حوالي سنة 1155 هـ 1742م 

## وفاته
توفي حوالي سنة 1215 هـ / 1800 م تقريبًا
تُوفي محمد بن معيقل الأسلمي نحو سنة 1215 هـ / 1800 م، وذلك قبل سقوط الدولة السعودية الأولى بسنوات، وخلفه في إمارة شقراء ابنه عبدالله بن محمد بن معيقل .